# Župnija Štanga
Župnija Štanga je rimskokatoliška teritorialna župnija dekanije Litija nadškofije Ljubljana.